# یواس‌اس فارکوهار (دی‌دی-۳۰۴)
یواس‌اس فارکوهار (دی‌دی-۳۰۴) (به انگلیسی: USS Farquhar (DD-304)) یک کشتی بود که طول آن ۹۵٫۸۳ متر (۳۱۴٫۴ فوت) بود. این کشتی در سال ۱۹۱۹ ساخته شد.